# 빅터 오시멘
빅터 제임스 오시멘(영어: Victor James Osimhen 빅터 제임스 오심헨[*], 1998년 12월 29일 ~ )은 나이지리아의 프로 축구 선수로, 튀르키예 쉬페르리그 클럽 갈라타사라이와 나이지리아 국가대표팀에서 스트라이커로 활약하고 있다. 세계 최고의 공격수 중 한 명이자 세계 최고의 선수 중 한 명으로 여겨진다. 그는 엘리트 마무리, 속도, 힘 그리고 운동 신경으로 유명하다.
나이지리아에서 태어난 오시멘은 2017년 VfL 볼프스부르크에서 성인 생활을 시작했다. 클럽에서 한 시즌 반을 보낸 후 2018-19년 시즌에 벨기에 팀인 샤를루아로 임대 이적한 후 릴에 있는 프랑스로 이주했다. 2019-20년 UEFA 챔피언스리그 동안 프랑스 클럽에서 유럽 축구 데뷔를 했다. 2020년, 오시멘은 세리에 A 클럽 나폴리로 클럽 기록 7천만 유로에 이적했다. 그는 2021-22년 시즌에 세리에 A 최고의 젊은 선수 상을 수상했다. 그는 세리에 A에서 가장 높은 골을 기록한 아프리카인이며 현재 단일 시즌에 아프리카인 최다 골 기록을 보유하고 있다.
오시멘은 2015년 FIFA U-17 월드컵에서 나이지리아가 우승한 골든 부트 상을 수상했다. 그는 2017년 6월, 성인 국가대표팀에 데뷔하여 2019년 아프리카 네이션스컵에 출전했다. 현재 나이지리아 국가대표팀에서 역대 4번째로 높은 골을 기록하고 있다. 2023년 5월 29일, 오시멘은 모하마두 부하리 대통령에 의해 연방 공화국의 일원으로 임명되었다.
오시멘은 2023년 발롱도르 시상식에서 8위로 마쳐, 발롱도르 톱 10에 든 최초의 나이지리아인이 되었다. 그는 또한 2013년 CAF 어워드에서 아프리카 올해의 축구 선수로 선정되었는데, 이는 1999년 느왕쿼 카누 이후 이 영예를 받은 최초의 나이지리아인이다.

## 어린 시절
오시멘은 라고스에서 에도주 출신의 부모님 사이에서 태어났다. 그는 라고스주 오레곤/오조타 지역의 올루소순 공동체에서 자랐다. 자라면서 그의 축구 우상은 디디에 드로그바였다.

## 구단 경력
오시멘은 나이지리아 라고스에 위치한 얼티밋 스트라이커스 아카데미에서 선수 생활을 시작하였으며, 2016년 1월, 2015년 FIFA U-17 월드컵에서 활약한 것으로 주목을 받은 오시멘은 VfL 볼프스부르크와 사전 계약을 체결하고 2017년 1월 공식적으로 입단할 것을 명시하였다.

### VfL 볼프스부르크
2017년 1월 5일, 오시멘은 2020년 6월까지 이어지는 클럽과 3년 6개월 계약을 공식적으로 체결했다. 5월 13일, 그는 도착하자마자 부상을 입었는데, 1-1로 비긴 보루시아 묀헨글라트바흐와의 경기에서 59분에 교체 투입되어 VfL 볼프스부르크 소속으로 분데스리가 데뷔 전을 치렀다. 오시멘은 2016-17년 시즌 최종전에서 함부르크 SV를 상대로 강등권의 중추적인 동점골을 넣었다. 그는 수비수 제바스티안 융과 교체되어 1-1 동점이 되었고, 함부르크는 뒤늦게 결승골을 넣어 볼프스부르크를 제치고 아인트라흐트 브라운슈바이크와 강등 플레이오프에 진출했다. 오시멘은 두 경기 모두에 선수단에 포함되어 있었는데, 2차전 막판 카메오로 출전이 확정되었고, 볼프스부르크는 다음 분데스리가에 참가하게 되었고, 합계 2-0으로 이겼다.
오시멘은 2017-18년 시즌 전반기에 17명의 매치데이 선수단 중 12명에 선발되어 5경기에 출전했다. 그는 2018년 1월 28일, 하노버와의 경기에서 90분 풀타임을 소화하며 분데스리가 데뷔 전을 1-0으로 승리하였다. 오시멘은 남은 시즌 두 번 더 선발로 출전했는데, 2월 11일, 베르더 브레멘과의 경기에서 풀타임을 소화했고, 3월 31일, 헤르타 BSC와의 경기에서 다니엘 디다비와 교체되어 출전했다. 볼프스부르크는 또다시 강등 플레이오프에 참가했지만, 오시멘은 부상으로 결장했다. 그는 또한 볼프스부르크의 DFB 포칼 시즌 한 경기에 출전했는데, 샬케와의 8강전에서 0-1로 패한 경기에서 미드필더 조쉬아 길라보기와 교체되어 출전했다. 오시멘은 5월 2일, 어깨 수술을 받았고, 그의 시즌을 자신의 이름대로 분데스리가에서 12경기 출전으로 마감했다.

### 릴

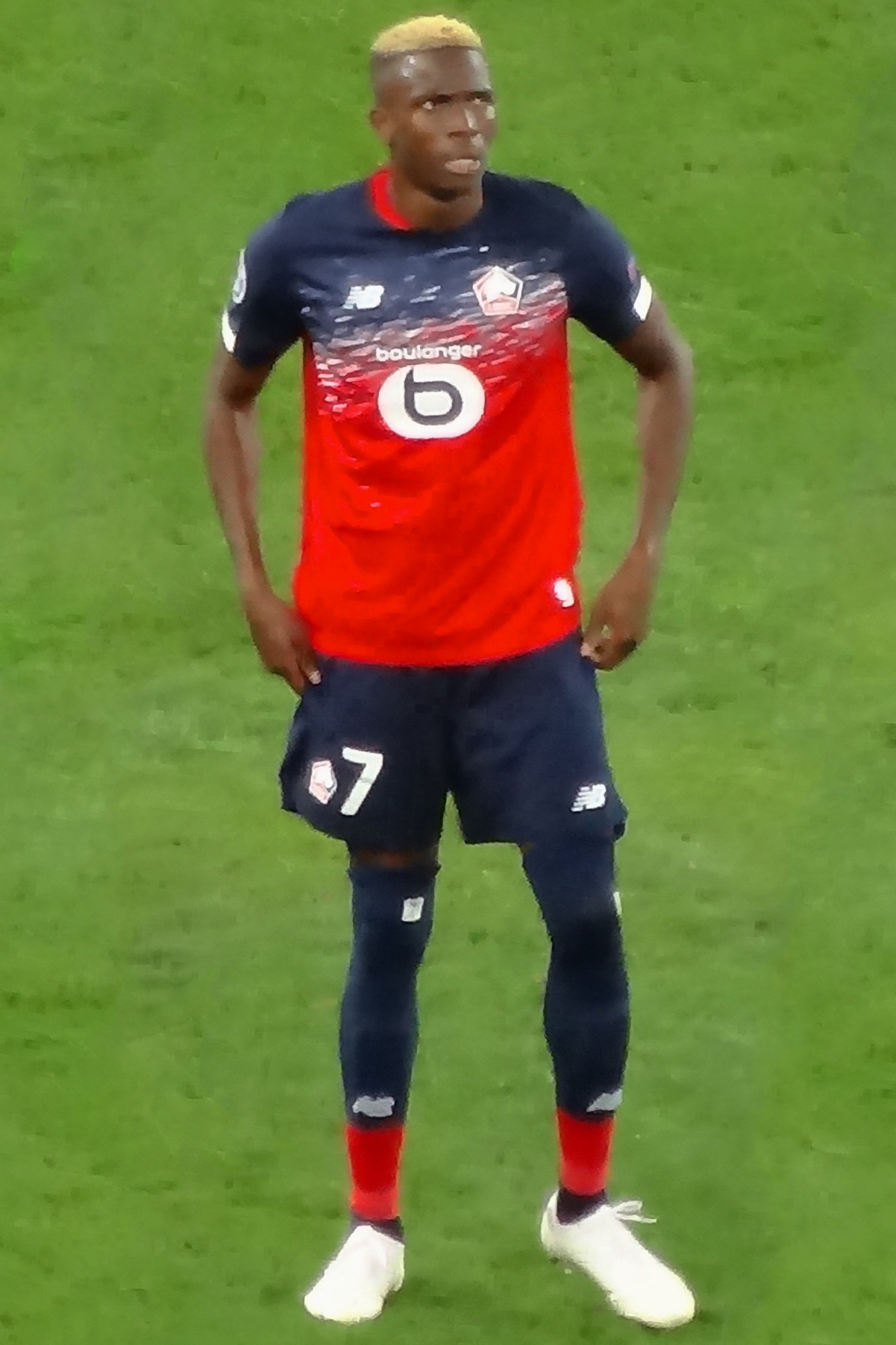
2019년 릴에서 뛴 오시멘

몇몇 유럽 클럽들의 표적이 된 것으로 알려졌음에도 불구하고, 프랑스 리그 1의 릴은 2019년 8월 1일, 오시멘의 이적을 확정지었고, 5년 계약을 맺었다. 이적료는 1,200만 유로에 각종 보너스와 추가 비용으로 3백만 유로가 책정된 것으로 알려졌다. 그는 구단의 공식 웹사이트에 "릴은 양질의 프로젝트와 고급 선수들, 특히 지난 몇 년간 매우 훌륭한 클럽이다. 위대한 나이지리아 선수들(피터 오뎀윙기에와 빈센트 에니에아마)도 이곳에서 뛰었다." 오시멘은 하파엘 레앙이 착용했던 등번호 7번을 받았다.
흘 뒤인 8월 11일, 그는 낭트 전에서 2-1 승리를 거두며 리그 1 데뷔 전을 치렀다. 2주 뒤, 그는 3-0으로 이긴 생테티엔과의 안방 경기에서 프랑스 스포츠 신문 《레키프》에서 8/10의 평점을 받았다.
오시멘은 릴의 리그 5경기에서 2골 2도움을 기록하며 2019년 9월, 리그 1 이달의 선수로 선정되었다. 그는 이후 2019년 10월 2일, UEFA 챔피언스리그에서 첫 골을 기록하며 1-2로 패한 잉글랜드 팀 첼시와의 안방 경기에서 첫 골을 기록했다.  3월, 리그가 발표한 보고서에 따르면 오시멘은 이 속도 이상의 7번의 질주로 시속 35km의 장벽을 가장 많이 넘은 선수로 킬리안 음바페를 앞서고 있다. 나이지리아 선수는 릴의 25번의 국내 챔피언십 경기에서 13골을 기록하며 모든 대회에서 18골을 기록하며 시즌을 마감했다.
그의 좋은 시즌과 강력한 골 득점력은 그에게 프랑스 챔피언십에서 최고의 아프리카 선수에게 수여되는 상인 2020년 마르크비비앙 푀 상을 안겨주었고, 오시멘은 가까운 미래에 아프리카 올해의 축구 선수에 출마할 것이라는 많은 사람들의 예상을 보았다. 2020년 6월 2일, 그는 팬들로부터 가장 많은 표를 확보하여 릴의 올해의 선수상을 수상했다.

### 나폴리

#### 2020-2022년 시즌
2020년 7월 31일, 세리에 A의 나폴리는 오시멘의 영입을 발표했는데, 구단 역대 최고 이적료인 7,000만 유로에 추가 이적과 함께 8,000만 유로로 인상될 가능성이 있어, 현재까지 아프리카 이적료가 가장 비싼 선수가 되었다. 10월 17일, 오시멘은 아탈란타와의 경기에서 나폴리의 첫 골을 넣었고, 그는 4-1 승리를 거두었다. 골을 넣자마자, 그는 그의 모국인 나이지리아에서 진행 중인 경찰의 잔학 행위를 끝내라고 주장하는 셔츠를 내밀었다.
11월 13일, 나이지리아와의 국제 휴식기 동안 열린 아프리카 네이션스컵 예선 경기에서 오시멘은 부상으로 들것에 실려 나갔다. 그리고 나서 오시멘이 두 달 동안 경기장에 접근하지 못하게 하는 어깨 부상으로 진단되었다.
부상에서 회복하는 동안 오시멘은 구단으로부터 자신의 생일을 축하할 수 있는 기회를 얻은 고국에서 시간을 보낼 수 있는 권한을 받았다. 오시멘이 나폴리로 돌아온 후 양성 반응을 보였기 때문에, 이러한 생일 축하 행사 중에 코로나19 바이러스에 감염된 것으로 추정된다. 어깨 부상과 함께 이 양성 판정으로 오시멘은 2021년 1월 29일에 복귀전을 치렀고, 그는 약 20분간 나폴리의 코파 이탈리아에서 스페치아를 상대로 승리를 거두었다.
2021년 9월 16일, 오시멘은 유로파리그 조별 리그 레스터 시티와의 원정 경기에서 2-2 무승부를 기록했다. 2021년 11월, 오시멘은 스타디오 주세페 메아차에서 열린 인터 밀란과의 경기에서 끔찍한 머리 부상과 두개골과 눈 소켓 골절을 당했다. 그는 즉시 수술을 받았고 카메룬에서 열린 2021년 아프리카 네이션스컵에 결장해야 했다. 그는 이후 보호 마스크를 착용했고 시즌이 끝날 때까지 세리에 A에서 14골, 모든 대회에서 18골을 넣었다.

#### 2022-2023년 시즌

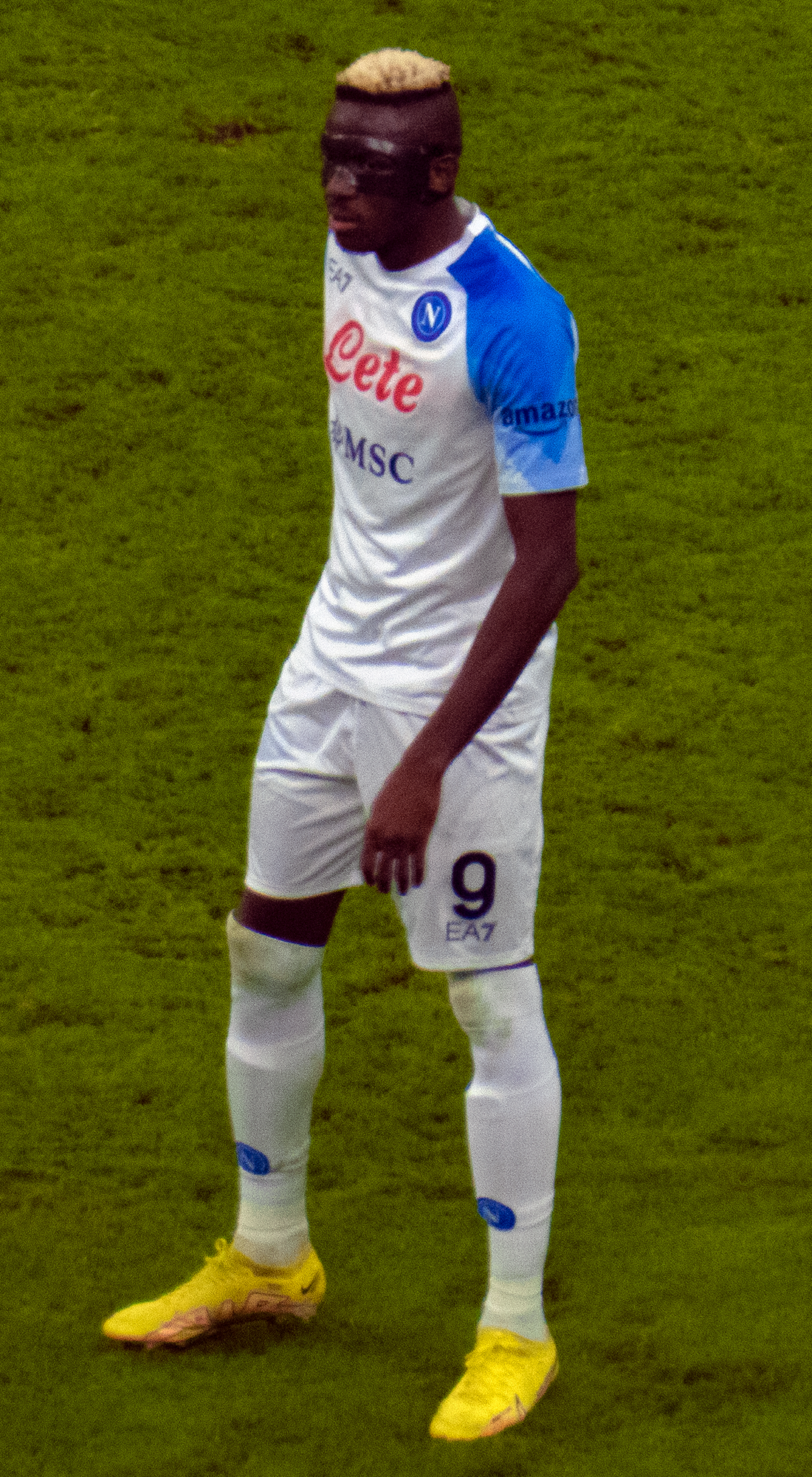
2023년 나폴리에서 뛴 오시멘

2022년 10월 12일, 오시멘은 4-2로 이긴 아약스와의 경기에서 나폴리 소속으로 챔피언스리그 첫 골을 넣었고, 이 골로 인해 토너먼트에 진출할 수 있는 자격을 얻었다. 10월 29일, 사수올로와의 경기에서 세리에 A 첫 해트트릭을 기록하며 4-0으로 이겼다. 11월 11일, 그는 아탈란타에서 골과 도움을 기록하며 나폴리의 2-1 승리를 도왔고, 32골로 이탈리아 세리에 A에서 나이지리아의 최고 골잡이가 되었고, 시메온 은완코의 기록인 31골을 넘어섰다.
2023년 1월 13일, 오시멘은 나폴리가 유벤투스를 5-1로 이기면서 두 골을 넣고 또 다른 골을 어시스트했다. 2023년 2월 17일, 그는 사수올로에서 나폴리가 2-0으로 승리하는 것을 도우며 통산 100번째 골을 기록했다. 그는 또한 나폴리 역사상 최초로 리그 7경기 연속 득점을 기록한 3점대 선수가 되었다. 챔피언스 리그 16강전에서 오시멘은 아인트라흐트 프랑크푸르트를 상대로 나폴리에서 두 다리에 걸쳐 세 골을 넣었고, 이 골은 합계 5-0으로 승리하고 8강에 처음으로 진출했다.
2023년 5월 4일, 그는 우디네세와 1-1로 비긴 경기에서 동점골을 넣었고, 나폴리를 33년 만에 세리에 A 챔피언으로 확정했다. 그의 골은 그를 조지 웨아와 함께 세리에 A에서 공동 최다 득점 아프리카인으로 만들었고, 그 과정에서 사뮈엘 에토의 기록을 깨며 단일 이탈리아 챔피언십 시즌에 가장 많은 골을 넣은 아프리카 선수로 만들었다. 3일 후, 그는 피오렌티나와의 경기에서 페널티킥으로 결승골을 넣었고, 47골로 웨아의 기록을 뛰어넘어 세리에 A에서 가장 많은 득점을 한 아프리카 선수가 되었다. 그는 26골로 시즌을 마쳤고, 이 업적을 이룬 첫 번째 아프리카인이 되었다.

#### 2023-2024년 시즌
2023년 8월 19일 오시멘은 새로 승격한 프로시노네를 상대로 3-1 승리를 거두며 나폴리와 정규 시즌을 시작했다. 2023년 10월 16일, 사우디아라비아와의 친선 경기에서 나이지리아의 햄스트링 부상으로 인해 정규 시즌 4경기와 챔피언스리그 조별 리그 2경기에 결장했다. 그는 2023년 11월 25일에 복귀하여 2-1로 이긴 아탈란타와의 경기에서 엘리프 엘마스의 결승골을 도왔다. 오시멘은 2023년 12월 12일, 브라가와의 조별 리그 최종전에서 2023-24년 UEFA 챔피언스리그 캠페인의 첫 골을 기록하여 나폴리의 포르투갈 팀의 녹아웃 스테이지 진출을 확정지었다.
2023년 12월 23일, 오시멘은 나폴리와 2026년까지 계약을 연장했고, 새로운 방출 조항은 1억 3천만 유로로 설정되었다. 같은 날, 오시멘은 로마를 상대로 1-0으로 이긴 두 번째 옐로 카드를 가지고 퇴장당했고, 나폴리는 로멜루 루카쿠의 골로 2-0으로 패할 것이다. 이는 그가 2023년 아프리카 네이션스컵에 국가대표팀으로 소집되기 전에는 시즌 마지막 경기에 출전할 수 없다는 것을 의미했다. 2024년 2월 28일, 그는 사수올로와의 원정 경기에서 해트트릭을 기록하여 디에고 마라도나, 아틸라 살루스트로에 이어 나폴리에서 4시즌 연속 세리에 A 최소 10골을 기록한 세 번째 선수가 되었다.

#### 2024-2025년 시즌: 갈라타사라이로의 임대
여름 이적 기간 동안 오시멘이 알아흘리, 첼시, 파리 생제르맹과 함께 나폴리를 떠날 것이라는 추측이 많았다. 2024년 8월 30일, 오시멘은 사우디 프로페셔널리그 팀인 알아흘리와 계약을 맺었지만, 나폴리가 그의 영구 이적에 대한 요구 가격을 변경하면서 계약이 무산되었다. 대신 알아흘리는 브렌트퍼드 공격수 아이번 토니와 계약했다. 같은 날, 첼시로의 이적 제안도 프리미어리그 팀과의 계약에 동의하지 못하면서 무산되었다. 8월 31일, 오시멘은 시즌 나폴리의 세리에 A 대표팀에서 제외되었고, 대신 새로운 영입 선수인 로멜루 루카쿠에게 유니폼이 넘겨졌다.
9월 3일, 튀르키예 쉬페르리그 클럽 갈라타사라이는 2024-25년 시즌이 끝날 때까지 오시멘을 임대하기 위한 협상을 시작했다. 다음 날, 갈라타사라이는 오시멘과의 임대 계약을 완료했다고 발표했다. 9월 28일, 오시멘은 카슴파샤가 3-3으로 비긴 전반전에 동점골을 넣으며 팀의 첫 골을 넣었다. 전반전이 끝날 무렵 오시멘은 부상을 당했고, 드리스 메르턴스와 교체되었다.

## 국가대표팀 경력
오시멘은 칠레에서 열린 2015년 FIFA U-17 월드컵에서 우승한 나이지리아 U-17 국가대표팀의 일원이었다. 그는 대회에서 7경기에서 10골을 넣었고 골든 부트 상과 실버 볼 상을 수상했다. 그의 활약은 2015년 아프리카 축구 연맹(CAF) 올해의 청소년 선수상을 수상하기도 했다.
오시멘은 2017년 6월 10일, 2-0으로 패한 남아프리카 공화국과의 경기에서 나이지리아 국가대표팀 공식 데뷔 전을 치렀다. 그는 볼프스부르크에서의 일정하지 않은 시즌 후 나이지리아의 2018년 FIFA 월드컵에 참가하지 못했다. 샤를루아에서 임대 생활을 성공적으로 시작한 후, 그는 2018년 11월, 국가대표팀 휴식기에 게르노트 로어에 의해 소환되었고, 우간다와의 친선 경기를 시작했다.
2019년 3월, 오시멘은 리비아 상대에게 2골 차로 나이지리아 U-23 국가대표팀을 대표하여 나이지리아 선수단에서 방출되었다. 그는 아사바에서 열린 리비아와의 리턴 매치에서 3골을 넣었다.
오시멘은 이집트에서 열린 2019년 아프리카 네이션스컵에 참가할 25인 예비 명단에 이름을 올렸고, 대회 최종 명단에 추가로 이름을 올렸다. 3위를 위한 경기에서 그는 팀의 1-0 승리인 튀니지와의 경기에서 하프타임에 부상당한 오디온 이갈로와 교체되어 출전했다. 그는 대회에서 총 45분을 뛰었다.
나이지리아가 레소토를 3-0으로 꺾고 2021년 아프리카 네이션스컵 예선을 높은 점수로 마감했다. 하지만 오시멘은 2021년 아프리카 네이션스컵에 불참했다. 이 주장은 오시멘의 클럽 측 나폴리가 나이지리아의 스타 공격수의 서비스를 박탈하려는 의도에 실망감을 표하기 위해 쓴 나이지리아의 스포츠 변호사의 반응을 자극했다. 나폴리 구단주 아우렐리오 데 라우렌티스는 아프리카 선수들이 아프리카 네이션스컵에 참여하지 않는 포기에 서명하기로 동의하지 않으면 더 이상 계약하지 않겠다고 말하면서 많은 아프리카인들을 화나게 했다.
오시멘은 2023년 아프리카 네이션스컵 예선을 반짝이는 형태로 시작하여 나이지리아가 첫 두 경기를 모두 승리하도록 도왔다. 오시멘은 시에라리온을 상대로 한 골을 득점하였고, 상투메 프린시페를 상대로 한 10-0 승리에서 4골을 추가했다. 오시멘의 슈퍼 해트트릭은 그의 첫 나이지리아 성인 국가대표 해트트릭이었다. 2023년 9월 10일, 우요의 고즈윌 아크파비오 국제 경기장에서 열린 상투메 프린시페와의 경기에서 오시멘은 나이지리아가 6-0으로 승리한 경기에서 두 번째 국가대표 해트트릭을 기록하며 10골로 2023년 아프리카 네이션스컵 예선을 마쳤다.
2023년 12월, 그는 코트디부아르에서 열리는 2023년 아프리카 네이션스컵에 소집되었다. 그는 1-1 무승부로 끝난 적도 기니와의 개막전에서 골을 넣었다.

## 플레이 스타일

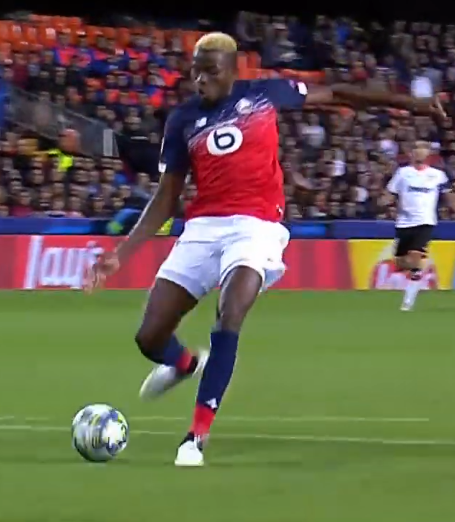
2019년 릴에서 골을 넣은 오시멘

오시멘은 그의 폭발적인 페이스, 강한 공중 능력, 그리고 골 앞에서의 임상적인 마무리로 유명하다. 그의 속도와 민첩성은 그를 상대 수비에 대한 지속적인 위협으로 만들어 그 자신과 그의 팀 동료들에게 득점 기회를 만들어 준다. 오시멘은 그의 존재감, 운동 신경, 힘, 직접성, 우주로 달려가고 골을 노리는 눈, 그리고 링크업 플레이로 유명한 오른발 센터포워드이다. 185cm의 그는 좋은 홀드업 플레이를 가지고 있다. 그는 또한 상대를 이기기 위해 페이스에 의존한다.
오시멘의 신체성과 공을 들어 올리는 능력은 그를 다른 사람들을 경기에 참여시키고 공격 동작을 쌓는 데 기여할 수 있는 효과적인 목표물로 만든다. 골 앞에서의 침착함과 다양한 포지션에서 기회를 전환하는 능력은 그를 그의 팀들에게 귀중한 자산으로 만든다.
골을 넣는 능력 외에도 오시멘의 작업률과 상대를 압박하려는 의지는 그를 팀의 수비 노력에 적극적인 기여자로 만든다.
전체적으로 오시멘의 플레이 스타일은 스피드와 힘, 기술력이 결합된 것이 특징으로 필드에서 만만치 않은 존재감을 보여준다.

## 사생활
오시멘은 기독교인이고, 그는 세네갈의 지역 사회를 돕는 사디오 마네로부터 영감을 얻었으며 아프리카 전역의 장애인들을 돕고 싶다고 말했다. 오시멘은 2022년 10월에 태어난 첫 아이 할리라는 이름의 딸의 출생을 발표했다.

## 수상

#### SSC 나폴리
- 세리에 A : 2022-23[60]

#### 나이지리아
- FIFA U-17 월드컵 : 2015[80]
- 아프리카 네이션스컵 : 3위 (2019)[102], 2위 (2023)[103]

### 개인
- 발롱도르 8위 : 2022-23
- CAF 올해의 선수 : 2023
- CAF 올해의 팀 : 2023
- CAF 올해의 영플레이어 : 2015
- 리그 1 이 달의 선수 1회
- 릴 OSC 올해의 선수 : 2019-20[104]
- 세리에 A 올해의 선수 : 2023[105]
- AIC 올해의 팀 : 2022-23
- 세리에 A 득점왕 : 2022-23
- 세리에 A 올해의 팀 : 2022-23[105]
- 세리에 A 최우수 공격수 : 2022-23[106]
- 세리에 A 올해의 영플레이어 : 2021-22[107], 2022-23[108]
- 세리에 A 이 달의 선수 2회
- 세리에 A 이 달의 득점 1회
- ESM 올해의 팀 : 2022-23
- 마르크비비앙 푀 상: 2020[109]
- 글로브사커 어워드 올해의 발전상 : 2022
- 나이지리아 올해의 선수 : 2022[110][111]

#### 국가대표
- FIFA U-17 월드컵 득점왕 : 2015
- FIFA U-17 월드컵 실버볼 : 2015
- 아프리카 U-17 선수권 득점왕 : 2015[112]
- 아프리카 네이션스컵 예선 최다 득점 : 2023

#### 서훈
- 나이지리아 공화국 공로장 (MFR) : 2023